# Quand les attitudes deviennent forme
Quand les attitudes deviennent forme (en anglais, When attitudes become form : live in your head) est une exposition organisée par Harald Szeemann en 1969 à la Kunsthalle de Berne.

## Artistes exposés
- Carl Andre
- Giovanni Anselmo
- Richard Artschwager
- Thomas Bang
- Jared Bark
- Robert Barry
- Joseph Beuys
- Mel Bochner
- Alighiero Boetti
- Marinus Boezem
- Bill Bollinger
- Victor Burgin
- Michael Buthe
- Pier Paolo Calzolari
- Paul Cotton
- Hanne Darboven
- Walter de Maria
- Jan Dibbets
- Rafael Ferrer
- Barry Flanagan
- Hans Haacke
- Michael Heizer
- Eva Hesse
- Douglas Huebler
- Paolo Icaro
- Alain Jacquet
- Neil Jenney
- Stephen Kaltenbach
- Jo Ann Kaplan
- Edward Kienholz
- Yves Klein
- Joseph Kosuth
- Jannis Kounellis
- Garry B. Kuehn
- Sol LeWitt
- Roelof Lohaus
- Richard Long (seulement dans le catalogue)
- Bruce McLean
- David Medalla
- Mario Merz
- Robert Morris
- Bruce Nauman
- Claes Oldenburg
- Dennis Oppenheim
- Panamarenko
- Pino Pascali
- Paul Pechter
- Michelangelo Pistoletto
- Emilio Prini
- Markus Raetz
- Alan Ruppersberg
- Reiner Ruthenbeck
- Robert Ryman
- Fred Sandback
- Alan Saret
- Sarkis
- Jean-Frederic Schnyder
- Richard Serra
- Robert Smithson
- Keith Sonnier
- Richard Tuttle
- Ger van Elk
- Frank Viner
- Franz Erhard Walther
- William Wegman
- Lawrence Weiner
- William T. Wiley
- Gilberto Zorio